# Бернадот, Леннарт

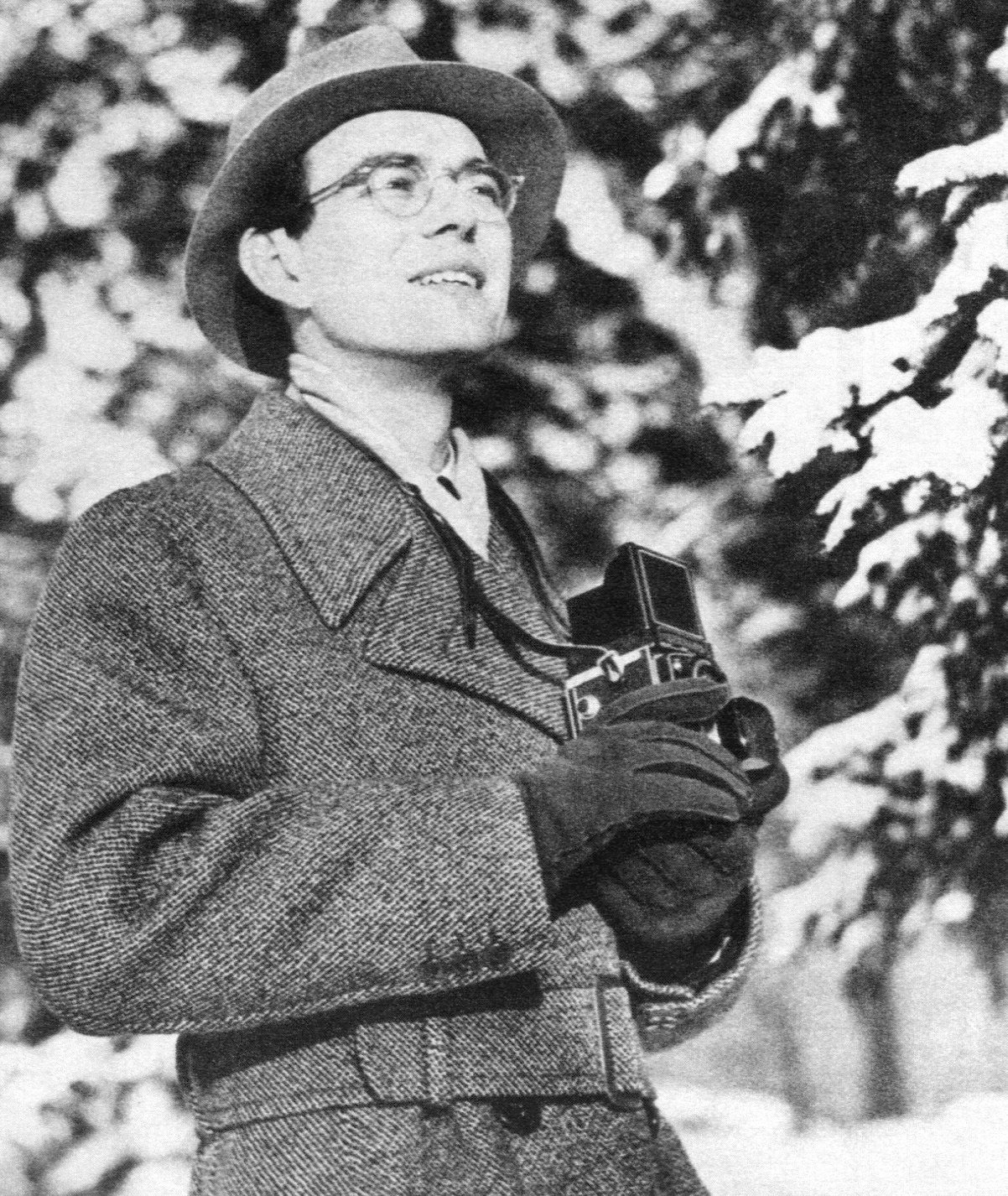
Леннарт в 1939 году.

Леннарт Бернадот, граф Висборгский (швед. Lennart Bernadotte, 8 мая 1909 — 21 декабря 2004) — сын принца Вильгельма Шведского и русской великой княжны Марии Павловны (внучки российского императора Александра II).

## Биография
Леннарт родился 8 мая 1909 в Королевском дворце Стокгольма. Он был единственным сыном принца Вильгельма Шведского и его жены Марии Павловны.
В 1912 родители отправились в путешествие на Восток, оставив сына дома. Вскоре после возвращения, в 1913, они расстались, и мать вернулась в Россию. В следующий раз Леннарт увидел её только через восемь лет. Отец больше не женился.
Вильгельм Шведский получил в наследство от отца остров Майнау на Боденском озере. Леннарт любил проводить там свободное время, а впоследствии создал ботанический сад. Сейчас остров является одной из туристических достопримечательностей.
Леннарт был кавалерийским офицером с 1927 по 1932 год. В 1932 году он лишился титулов из-за морганатического брака.
С 1938 года участвовал в работе организации Дня защиты детей, а с 1941 года был председателем народного объединения.
В 1944 году он сыграл молодого наследного принца Швеции и Норвегии Карла в историческом фильме «Принц Густав», 1944 года выпуска. Это была единственная роль Бернадота на экране. Он был главой Шведской ассоциации скаутов с 1948 по 1951 год.
Леннарт Бернадот сосредоточил свою энергию на своем поместье на острове Майнау в Боденском озере, в Германии. Он считался выдающимся талантом и экспертом в области садоводства и ландшафтного дизайна и превратил свой остров в популярную туристическую достопримечательность.
Он вдохновил на создание Зелёной хартии Майнау, которая затем стала образцом для форумов и манифестов Майнау, Международной федерации лыжного спорта, а также для приверженности спорта защите окружающей среды и изменению климата.
В 1996 году он получил Почетное кольцо Эдуарда Рейна от Немецкого фонда Эдуарда Рейна.
За свою жизнь, он опубликовал два мемуара: «Käre prins, godnatt» (1977) и «Mainau min medelpunkt» (1995).
Последние годы жизни Леннарт страдал от эмфиземы лёгких. Умер в возрасте 95 лет на острове Майнау.

## Брак и дети
В возрасте 22 лет принц женился на простолюдинке Карин Ниссвандт (1911—1991). За это он был лишен титулов, и имел право называться только Леннарт Бернадот. Только в 1951 году великая герцогиня Люксембурга Шарлотта пожаловала ему титул графа Висборг. С Карин имел четверых детей. Брак завершился разводом в 1972 году. Через несколько месяцев Леннарт женился вторично на Соне Хаунц (1944—2008), которая родила пятерых детей.
Дети:
от 1-го брака: 
- Бригитта Бернадот (род. 3 мая 1933), 15 июня 1955 года, вышла замуж за Фрица Штраэля (1922—2011). У них родилось пятеро детей.
- Мария Луиза Бернадот (6 ноября 1935 — 24 мая 1988), 11 сентября 1956 года, вышла замуж за Рудольфа Кауца (1930—2007). У них родилось трое детей.
- Ян Бернадот (9 января 1941 — 1 сентября 2021), был женат семь раз. Имел четырёх детей от всех браков.
- Карина Cесилия Бернадот (9 апреля 1944 — 9 октября 2024), 28 марта 1967 года, вышла замуж за Ханса-Йорга Бэнклер (род. 1939). Супруги развелись в 1974 году. Детей у них не было.

от 2-го брака: 
- Беттина Бернадот (род. 12 марта 1974), 2 августа 2004 года, вышла замуж за Филиппа Хауга (род. 1972). У них родилось трое детей.
- Бьёрн Бернадот (род. 13 июня 1975), 7 мая 2009 года, женился на Сандре Ангерер (род. 1977). Супруги расстались в 2018 году. Детей у них не было.
- Катерина Бернадот (род. 11 апреля 1977), 30 июня 2007 года, вышла замуж за Ромулда Руфинга (род. 1967). Детей у них нет.
- Кристиан Бернадот (род. 24 мая 1979), в 2010 году, женился на Кристине Стольтманн (род. 1977). У них есть один сын.
- Диана Бернадот (род. 18 апреля 1982), была дважды замужем. Один рёбенок от первого брака и ещё один внебрачный